# 汪佩蓉
汪佩蓉（1978年1月23日—），出生於基隆市，中國工商專科學校畢業。臺灣著名女歌手、唱作人與電台DJ、歌唱選秀節目評審。

## 經歷
汪佩蓉在學生時代就開始參加多個歌唱及舞蹈比賽，直到她在1997年參加「中廣流行之星」歌唱比賽奪得優勝冠軍，其後獲得滾石唱片的賞識而簽約。
1998年10月，發行第一張個人EP《散熱》，《散熱》這首歌被選為電影「刀鋒戰士」中文形象代言曲。同年12月，發行第一張個人專輯《請你Cha Cha》，主打歌包括《請你Cha Cha》、《頭髮濕的》、《想念是笨的》、《散熱》，以及與杜德偉合唱的《恨自由》。但由於華麗的造型及過份的包裝，不被市場所接受，導致此專輯銷量不佳，中間曾經休息了一段時間。
2001年3月，以清新明亮的形象重新出發，推出第二張個人專輯《It's You》，由臺灣音樂教父李宗盛擔任製作人，並首次在專輯中嘗試詞曲創作，主打歌包括《It's You》、《It's Just Love》、《放手》。但由於碰上308條款，導致拍好的MV無法在電視台播出，使得此專輯銷量一般。
2005年8月，以創作歌手身份推出第三張個人專輯《只要你快樂》，並於隔年入圍第17屆金曲獎最佳國語女演唱人獎。
2007年2月1日開始任職臺灣中國廣播公司中廣音樂網I radio的i want music節目主持DJ。該節目已於2016年4月1日停播。
2010年演唱慈濟大愛戲劇台《幸福的青鳥》片頭曲。歌曲名----《幸福的青鳥》
2013年3月，以中廣DJ身份擔任節目《超級歌喉讚》，三十位DJ評審其中之一。
2016年4月1日結束長達9年多的中廣音樂網DJ身份。
2016年12月16日發行數位單曲《有心唱情歌》。
2019年3月發行數位單曲《我們都是好人》。

## 專輯列表
- 《散熱》EP(1998/10/16發行)
- 《請你Cha Cha》(1998/12/27發行)
- 《It's You》(2001/4/13發行)
- 《只要你快樂》(2005/8/12發行)
- 《有心唱情歌》EP(2016/12/16發行)
- 《我們都是好人》EP(2019/03/14數位發行)

## 重要詞曲作品
- 瞿穎《情深如我》(作詞)
- 江美琪《I Feel So Good》(作曲及作詞)
- 許慧欣《Happy》(作曲及作詞)
- 許慧欣《Let You Go》(作曲及作詞)
- 林憶蓮《I'm Not Strong Enough》(作曲及作詞)
- 梁靜茹《Sunrise》(作曲及作詞)
- 梁靜茹《小小的愛情》(作曲及作詞)
- 范逸臣《躲不過》(作曲及作詞)
- 殷悅《愛消失24小時前》(作曲及作詞)
- 蕭亞軒《愛情專用》(作曲及作詞)
- 張智成《下次再見》(作曲及作詞)
- 雅立《如果沒遇見你》(作曲及作詞)
- 雅立《No & Yes》(作曲及作詞)
- 胡兵《不確定》(作曲及作詞)
- 品冠《Anne's Song》(作曲及作詞)
- 郁可唯《靈魂之花》(作曲及作詞)
- 張惠妹《潛規則》(作曲)
- 魏雪漫《我在那天的窗外》(作詞及作曲)

## 得獎紀錄
- 基隆市「青年歌唱才藝」冠軍
- 基隆市「青年舞蹈才藝」冠軍
- 雨港「青年歌唱比賽」冠軍
- 「亞洲最棒」優勝
- 「青輔會青年歌唱比賽」冠軍
- 「Talk歌唱勁夏之星」亞軍
- 「中廣流行之星」優勝
- 「中國工商專校校內啦啦隊」冠軍